# КК Крка
Кошаркашки клуб Крка је словеначки кошаркашки клуб из Новог Места. Клуб је основан 1948. године и своје утакмице игра у Дворани Леон Штукељ, капацитета 3.000 места. Тренутно се такмичи у Првој А лиги Словеније и регионалној Јадранској лиги. Навијачи Крке зову се Келти. 
Крка је освојила седам титула у првенству Словеније, четири купа Словеније, пет суперкупова Словеније, као и ФИБА Еврочеленџ 2011. године. Поред тога играла је финале Јадранске лиге 2002. године и УЛЕБ купа наредне године.

## Успеси

### Национални
- Првенство Словеније:
  - Првак (7): 2000, 2003, 2010, 2011, 2012, 2013, 2014.
  - Финалиста (4): 2001, 2002, 2018, 2021.

- Куп Словеније:
  - Победник (4): 2014, 2015, 2016, 2021.
  - Финалиста (6): 2001, 2002, 2012, 2017, 2024, 2025.

- Суперкуп Словеније:
  - Победник (5): 2010, 2011, 2012, 2014, 2016.
  - Финалиста (7): 2003, 2013, 2015, 2017, 2020, 2021, 2024.

### Међународни
- УЛЕБ куп:
  - Финалиста (1): 2003.

- ФИБА Еврочеленџ:
  - Победник (1): 2011.

- Јадранска лига:
  - Финалиста (1): 2002.

- Друга Јадранска лига:
  - Победник (2): 2018, 2023.

## Учинак у претходним сезонама
| Сез.     | Првенство Словеније | Куп Словеније | Регионално такмичење              | Европско такмичење         |
| -------- | ------------------- | ------------- | --------------------------------- | -------------------------- |
| 2010/11. | Првак               | Четвртфинале  | Јадранска лига — Полуфинале       | ФИБА Еврочеленџ — Победник |
| 2011/12. | Првак               | Финалиста     | Јадранска лига — 11. место        | Еврокуп — Топ 16           |
| 2012/13. | Првак               | Полуфинале    | Јадранска лига — 9. место         | ФИБА Еврочеленџ — Топ 32   |
| 2013/14. | Првак               | Победник      | Јадранска лига — 7. место         | ФИБА Еврочеленџ — Топ 16   |
| 2014/15. | Полуфинале ПО       | Победник      | Јадранска лига — 9. место         | —                          |
| 2015/16. | Полуфинале ПО       | Победник      | Јадранска лига — 12. место        | ФИБА Куп Европе — Топ 32   |
| 2016/17. | Полуфинале ПО       | Финалиста     | Јадранска лига — 14. место        | —                          |
| 2017/18. | Вицепрвак           | Полуфинале    | Друга Јадранска лига — Победник   | —                          |
| 2018/19. | Полуфинале ПО       | Четвртфинале  | Јадранска лига — 10. место        | —                          |
| 2019/20. | сезона прекинута    | Полуфинале    | Јадранска лига — сезона прекинута | —                          |
| 2020/21. | Вицепрвак           | Победник      | Јадранска лига — 12. место        | —                          |
| 2021/22. | Полуфинале ПО       | Полуфинале    | Јадранска лига — 14. место        | —                          |
| 2022/23. | Полуфинале ПО       | Четвртфинале  | Друга Јадранска лига — Победник   | —                          |
| 2023/24. | Полуфинале ПО       | Финалиста     | Јадранска лига — 14. место        | —                          |
| 2024/25. | —                   | Финалиста     | Јадранска лига — 14. место        | —                          |

## Познатији играчи
- Фрањо Араповић
- Мартон Бадер
- Сани Бечирович
- Кристофер Букер
- Зоран Драгић
- Душан Ђорђевић
- Душан Катнић
- Јака Клобучар
- Јака Лакович
- Домен Лорбек
- Едо Мурић
- Иво Накић
- Урош Николић
- Стефан Синовец
- Матјаж Смодиш
- Александар Ћапин
- Јасмин Хукић

## Познатији тренери
- Јуриј Здовц
- Петар Сканси
- Невен Спахија
- Иван Сунара
- Александар Џикић